# 山﨑友輔
山﨑 友輔（やまさき ゆうすけ、1998年5月2日 - ）は、岡山県倉敷市出身の元プロ野球選手（投手）。右投右打。NPBでは育成選手であった。

## 経歴

### プロ入り前
倉敷市立西中学校では軟式野球部に所属。
玉野市立玉野商業高等学校では、3年夏の県大会2回戦が最高成績で、甲子園出場は無かった。
福山大学経済学部経済学科に進学。硬式野球部に所属し、1年秋からエースの座を獲得し、中国六大学野球リーグでの4年間の通算成績は50試合登板、16勝22敗、防御率2.50。
2020年10月26日に行われたプロ野球ドラフト会議において、読売ジャイアンツより育成ドラフト10巡目で指名を受けた。福山大学及び玉野商業高校の出身者として初のプロ野球選手となった。11月24日に支度金300万円、年俸400万円（推定）で仮契約を結んだ。背番号は030。

### 巨人時代
2021年は二軍公式戦（イースタン・リーグ）17試合に登板して、0勝4敗、防御率7.68という成績だった。
2022年はイースタン・リーグ3試合に登板して、1勝0敗、防御率2.57という成績だった。また三軍非公式戦は25試合に登板して2勝0敗3セーブ、防御率2.11という成績だった。
2023年はイースタン・リーグ19試合に登板して3勝0敗、防御率1.95という好成績を記録した。また支配下登録こそ見送られたが、7月には一軍練習にも参加するなど経験を積んだ。育成選手として入団して3シーズンが経過したため、シーズン終了後の10月31日に規約に基づき自由契約選手公示されたが、11月18日に育成選手として再契約を結んだ。
2024年7月23日に行われたオールスターゲームにて、同球団に在籍している同姓の山﨑伊織が登板した際、誤ってビジョンに山﨑友輔の顔写真が映されていたため、SNSではミスを面白がる声が相次いだ。9月30日に戦力外通告を受け、10月29日に現役引退を公表した。

### 現役引退後
2025年シーズンから打撃投手を務める。

## 詳細情報

### 年度別投手成績
- 一軍公式戦出場なし

### 背番号
- 030（2021年 - 2024年）
- 210（2025年 - ）[17]